# 灰伏翼
灰伏翼（學名：Hypsugo pulveratus），又名中華伏翼、多塵油蝠，是一種小型的伏翼。牠們主要分佈於中國中南部與東南部、老撾、泰國、緬甸及越南。有紀錄指牠們居住於岩洞及人工建築物之內。與其他伏翼一樣，灰伏翼也是一種食蟲性蝙蝠，以蚊，飛蛾等昆蟲為食。

## 資料來源
- 《香港陸上哺乳動物圖鑑》